# Impuesto a la Ganancia Mínima Presunta
El impuesto a la Ganancia Mínima Presunta fue un tributo aplicado en Argentina a todos los sujetos pasivos del impuesto a las Ganancias. Corresponde al 1% del valor de los activos de su propiedad en el país y el extranjero. Su pago puede deducirse del pago del impuesto a las Ganancias. Se requiere que las empresas paguen el mayor de los dos.

## Historia
Mediante la Ley N° 25.063 publicada en 1998, el gobierno de Carlos Menem dispuso una reforma tributaria por la cual se realizaron modificaciones en el IVA, impuesto a las Ganancias y Bienes Personales y se crearon el impuesto sobre los intereses pagados y el impuesto a la ganancia mínima presunta.
El impuesto fue derogado en 2016 por el gobierno de Mauricio Macri mediante el art. 76 de la Ley N° 27.260. La derogación entró en vigencia el 1 enero de enero de 2017 para las PyMEs y el mismo día de 2019 para el resto de las empresas.

## Características
La ley de creación del impuesto define las siguientes características:
- Hecho imponible: se determina sobre la base de los activos, valuados de acuerdo a las disposiciones de la ley
- Sujetos: sociedades, asociaciones civiles, fundaciones, empresas, personas físicas y sucesiones indivisas, fideicomisos, fondos de inversión y establecimientos estables (talleres, oficinas, fábricas, etc); siempre y cuando estén domiciliados en el país.
- Exenciones: bienes situados en la provincia de Tierra del Fuego, bienes alacanzados por el régimen de inversiones para la minería, bienes de entidades reconocidas como exentes por la AFIP, bienes exentos por leyes nacionales o convenios internacionales, las acciones en entidades exentas, los bienes entregados por fiduciantes, las cuotas parte de fondos comunes, entre otros.